# Кулан (городище)
Кулан (каз. Құлан) — городище, расположенное на восточной и северо-восточной окраине современного села Кулан Жамбылской области Казахстана. Входит в список  памятников истории и культуры республиканского значения и в состав 33 объектов Великого Шёлкового пути в Чанъань-Тянь-Шанском коридоре, объявленных Всемирным наследием.

## История
Памятник известен в письменных источниках, относящихся к первой половине VIII века. В маршрутнике китайского паломника Сюаньцзана и в истории династии Тан он упомянут под названием «Цзюй-лань» (также Даньлань и Гуй-Лань). В VIII—X веках о городе сообщают также арабские авторы. Географы Ибн Хордадбех и Кудама отмечали, что город находится в 14 фарсахах к востоку от Тараза. Арабский географ X века аль-Махдиси описывал Кулан как «укреплённый город с соборной мечетью и расположен на большой Таразской дороrе», однако, как отмечает автор, «он уже опустел». Автор «Словаря стран» Якут аль-Хамави, составивший свой труд в 1220-х годах писал: «Кулан — приятный городок на границе страны тюрков, со стороны Мавераннахра».
В результате разведывательных раскопок, проведённых в 1936 году экспедицией Александра Бернштама, а затем в 1966 году археологами Академии наук КазССР, установлено, что город жил в период c VII до начала XIII века. В 742 году в Кулане тюргешским правителем Курсулем (или Бага-тарханом) был убит последний западно-тюркский каган Ашина Синь. В 840 году до Кулана доходили арабские войска.
В 1982 году городище Кулан было включено в список памятников истории и культуры Казахской ССР республиканского значения и взят под охрану государства. В июле 2014 года 8 археологических памятников Казахстана (в том числе Кулан) вошли в список Всемирного наследия ЮНЕСКО в составе «Объектов Великого шёлкового пути в Чанъань-Тянь-Шанском коридоре».

## Описание
Городище окружено длинными стенами. На территории Кулана расположены десятки холмов, являющиеся остатками замков и усадеб. Некоторые из холмов раскопаны.
Один из холмов (Луговое А) по форме напоминал усечённую пирамиду высотой 5 м, размеры в основании — 30×40 м. Во время археологических раскопок было полностью раскрыто центральное сооружение, имевшее «гребенчатую» планировку, характерную для раннесредневековых замков Средней Азии и Казахстана. Замок состоял из 7 помещений, сообщавшихся узкими арочными проходами. Шесть из них имели коридорообразную форму. Особый интерес представляет помещение № 4: оно квадратное 4,3×4,3 м и перекрыто куполом, опиравшимся на арочные тромпы, находившиеся в углах помещения. Наиболее близок к замку Кулана его собрат в Краснореченском городище, отождествляемом с Невакетом.
Особый интерес представляет собой холм Луговое Г, расположенный в 1,5 км юго-восточнее центральных развалин. По мнению исследователей, постройка являлась загородным дворцом правителя Кулана. В одном из парадных замков дворца стены сохранились на высоту почти до 3 м. Стены сложены из сырцового кирпича размером 18×20×10 см. Толщина слоя штукатурки 4 см. Стены центрального зала и входного коридора украшены резной штукатуркой. Её орнаментальные полосы заполнены медальонными композициями-розетками с изображением солнца (всего зафиксировано 32 розетки). Полосы розеток дополнены цветочными бутонами, листьями и гроздьями винограда, зубчатыми мерлонами. В помещении № 2 на стенах были вырезаны граффити поверх несохранившихся росписей. На юго-западной стене изображены правитель и правительница, воин и 7 антропоморфных персонажей. На северо-восточной стене изображены 2 человека и птица.